# Pieter Geijl
Pieter Catharinus Arie Geijl, (Dordrecht, 15 december 1887 - Utrecht, 31 december 1966) was een Nederlands hoogleraar geschiedenis, eerst aan de Universiteit van Londen, later aan de Universiteit van Utrecht. Voor publicaties in Angelsaksische landen gebruikte Geijl de spellingvariant Geyl, omdat de ij onbekend is in het Engels.

## Biografie
Pieter Geijl was de zoon van een huisarts. Pieter volgde middelbaar onderwijs aan het stedelijk gymnasium te Den Haag (vanaf 1946 Gymnasium Haganum) en begon in 1906 zijn studie Nederlandse letteren en geschiedenis aan de universiteit van Leiden. Na kritiek op zijn literaire vaardigheden van zijn vrienden P.N. van Eyck en A. Verwey richtte Geijl zich uitsluitend op zijn studie geschiedenis. Hij studeerde in 1911 cum laude af.
Geijl ontving na zijn studie op voorspraak van de hoogleraar vaderlandse geschiedenis P.J. Blok een beurs van de Stichting Robert Fruin Fonds voor Studiereizen. Dit fonds was in 1886 was opgericht met als doel studiereizen voor onbemiddelde studenten mogelijk te maken. Historicus en professor Robert Fruin (1823-1899) stelde zijn nalatenschap beschikbaar voor dit fonds. Geijl vertrok voor zes maanden naar Italië, waar hij in Venetië materiaal verzamelde voor zijn dissertatie over de Doorluchtige Republiek Venetië. De titel van deze studie luidt Christofforo Suriano. Resident van de serenissime republiek van Venetië in Den Haag, 1616-1623. In december 1913 promoveerde hij, opnieuw met lof.
Geijl werd hierna correspondent in Londen voor het Algemeen Handelsblad. In 1919 kreeg hij een leerstoel Dutch Studies aan het University College London (UCL). Deze leerstoel werd met steun van de Nederlandse ambassade gefinancierd door het bedrijfsleven. Geijl was de eerste hoogleraar die hem bekleedde. In 1920 werd hij bijgestaan door Peter Nicolaas Ubbo Harting, docent Nederlandse taal- en letterkunde. In 1936 werd Geijl hoogleraar nieuwe geschiedenis aan de universiteit van Utrecht, en in 1938 daarnaast buitengewoon hoogleraar aan de toenmalige Nederlandsche Handels-Hoogeschool te Rotterdam. In beide posities volgde hij Gerhard Wilhelm Kernkamp op. In 1941 is Geijl benoemd tot lid van de Koninklijke Nederlandse Akademie van Wetenschappen. In 1957 werd hem de P.C. Hooft-prijs voor zijn wetenschappelijk en essayistisch werk verleend. Geijl ging in 1958 met emeritaat.
Geijl was voorstander van een Groot-Nederland, dat zou moeten bestaan uit Nederland, Vlaanderen en Zuid-Afrika, en pleitte daarom voor samenwerking op het gebied van de taal en cultuur. Zijn sympathie voor de Vlaamse Beweging hangt hiermee samen, en was ook consequent in het licht van zijn werk De Geschiedenis van de Nederlandse stam, waaruit eveneens een grootnederlandse opvatting blijkt.

## Persoonlijk leven
Geijl was gehuwd en had een zoon en een dochter. Na het overlijden van zijn eerste vrouw is Geijl hertrouwd. Dit huwelijk bleef kinderloos. Over de nalatenschap van Geijl voerden de kinderen een juridische strijd tegen de weduwe, die tot bij de Hoge Raad werd uitgevochten (arrest 'Prof. Geijl', Hoge Raad 10 januari 1969, NJ 1970, 176).
Vanwege zijn kritiek op het bewind van de nazi's tijdens de bezetting in de Tweede Wereldoorlog werd Geijl vastgezet in concentratiekamp Buchenwald, maar hij werd later overgeplaatst naar verschillende kampen in Nederland, waaronder kamp Sint-Michielsgestel. Daar was hij een van de Heeren Zeventien-gijzelaars. Toen hij in 1944 om gezondheidsredenen werd vrijgelaten, zocht hij direct contact met het verzet.
In de jaren veertig schreef Geijl sonnetten die in 1945 werden gepubliceerd onder de titel O Vrijheid.

## Uitspraak
- De geschiedenis is een discussie zonder einde.[3]

## Over Pieter Geijl, en verzameld werk
- 1967 - Herdenking van Pieter Geyl (15 december 1887 - 31 december 1966) door Ludovicus Jacobus Rogier
- 1967 - Pieter Geyl, 15 december 1887 - 31 december 1966 Hermann Walter von der Dunk
- 1971 - Pennestrijd over staat en historie. Opstellen over de vaderlandse geschiedenis aangevuld met Geyl's levensverhaal (tot 1945) (J.C.) Boogman/ Pieter Catharinus Arie (P.C.A.) Geyl, woord vooraf door J.C. Boogman (redactie Pieter van Hees) (essays), ISBN 90-01-39013-7
- 1972 - Herinneringen aan Pieter Geyl door George Puchinger
- 1972 - Bibliografie van Pieter Geyl samengesteld door Pieter van Hees, ISBN 90-01-39014-5
- 1972 - Drei niederländische Geschichtsschreiber (i.c. Pieter Geyl, Johan Huizinga, Jan Romein) des 20. Jahrhunderts. Ideen und Wirkungen Hans Rudolf Guggisberg
- 1973 - Geyl en Vlaanderen. Uit het archief van Pieter Geyl door Pieter Geyl. Brieven en notities uitgegeven door Pieter van Hees en Arie Wolter Willemsen
- 1976 - De eierdans van Pieter Geyl. Zijn grootnederlandse politiek in de jaren twintig door Louis Vos
- 1978 - Verzamelde opstellen / van Pieter Geyl; bijeengebracht en ingeleid door Pieter van Hees, ISBN 90-274-5410-8
- 1979 - Briefwisseling Gerretson-Geyl / verzorgd en toegelicht door Pieter van Hees en George Puchinger[4]
- 1999 - Twee historici in hun tijd: Pieter Geyl en Gerhard Ritter / Hermann Walther von der Dunk, ISBN 90-6984-248-3
- 2000 - Geyl in Zuid-Afrika: verslag van de lezingentournee langs universiteiten in Zuid-Afrika juli-december 1937 door Pieter Geyl / verzorgd en toegelicht door Pieter van Hees en Arie Wolter Willemsen, ISBN 90-74112-20-X
- 2000 - Drei niederländische Geschichtsschreiber (i.c. Pieter Geyl, Johan Huizinga, Jan Romein) des 20. Jahrhunderts: Ideen und Wirkungen / Hans Rudolf Guggisberg (heruitgave door de cultuurafdeling van de Nederlandse ambassade te Bonn)
- 2001 - History of the Dutch-speaking peoples, 1555-1648, ISBN 1842122258
- 2002 - Mensen, machten, mogelijkheden / Hermann Walther von der Dunk (over o.a. Pieter Geyl, Louis de Jong, Gerhard Ritter, Menno ter Braak), ISBN 9035124006
- 2004 - Pieter Geyl / door Wim Berkelaar in: Kritisch Denkers Lexicon (34) 2004, p. 1-20
- 2005 - Nationalisme en historiografie: rondom Pieter Geyl: afscheidsbundel voor Pieter van Hees / onder redactie van Frans Willem Lantink, ISBN 90-72131-54-1
- 2005 - Wil dat niet zeggen dat ik mij poëtisch verwezenlijkt heb?, in: Liter. Christelijk Literair Tijdschrift, jrg. 8., nr. 36 (maart 2005), p. 20-34 / door Wim Berkelaar
- 2005 - Zooveel aandacht en lof. De vriendschap tussen Pieter Geyl en Loe de Jong, in: Hollands Maandblad, nr. 11 (november 2005) p. 3-12 / door Wim Berkelaar
- 2006 - Ik laat de keus daarom liever aan jou. De vriendschap tussen Loe de Jong en Pieter Geyl, door Wim Berkelaar in Negende Bulletin van de Tweede Wereldoorlog (redactie Martin Ros, Perry Pierik en Jet van Swieten, Soesterberg 2006) p. 144-171
- 2006 - Als uw vrind verheug ik mij. De ingewikkelde relatie tussen Pieter Geyl en P.J. Blok, in: Jubileumnummer 120 jaar Tijdschrift voor Geschiedenis 1886-2006, themanummer Leermeesters, 119, nr. 4 (2006) p. 500-505 (red. L.J. (Leen) Dorsman) door Wim Berkelaar
- 2006 - Pieter Geyl en de wording van Napoleon. Voor en tegen in de Franse geschiedschrijving, in Pieter Geyl: Napoleon. Voor en tegen in de Franse geschiedschrijving (Amsterdam University Press 2006, derde druk, p. 5-15) door Wim Berkelaar
- 2007 - Pieter Geyl: de Nederlandse tint bij Arthur M. Schlesinger, in: Nederlands Dagblad (2 maart 2007) door Wim Berkelaar
- 2007 - Boosheid om een benoeming. Het Utrechtse professoraat van Pieter Geyl in 1935, in: De Republikein. Tijdschrift voor de ware democraat, jg. 3, nr. 1 (maart 2007) 54-59 door Wim Berkelaar
- 2009 - Ik die zo weinig in mijn verleden leef: autobiografie 1887-1940 / Pieter Geyl ; postuum bezorgd en toegelicht door Wim Berkelaar, Leen Dorsman, Pieter van Hees. - Amsterdam: Wereldbibliotheek, cop. 2009. - 483 p.: ill. ; 22 cm
- 2010 - Een geëngageerd historicus, Pieter Geyl (1887-1966), Pieter Van Hees in: ADVN -Mededelingen, Antwerpen, 2010.